# Die Wiederentdeckung der Nutzpflanze Hanf

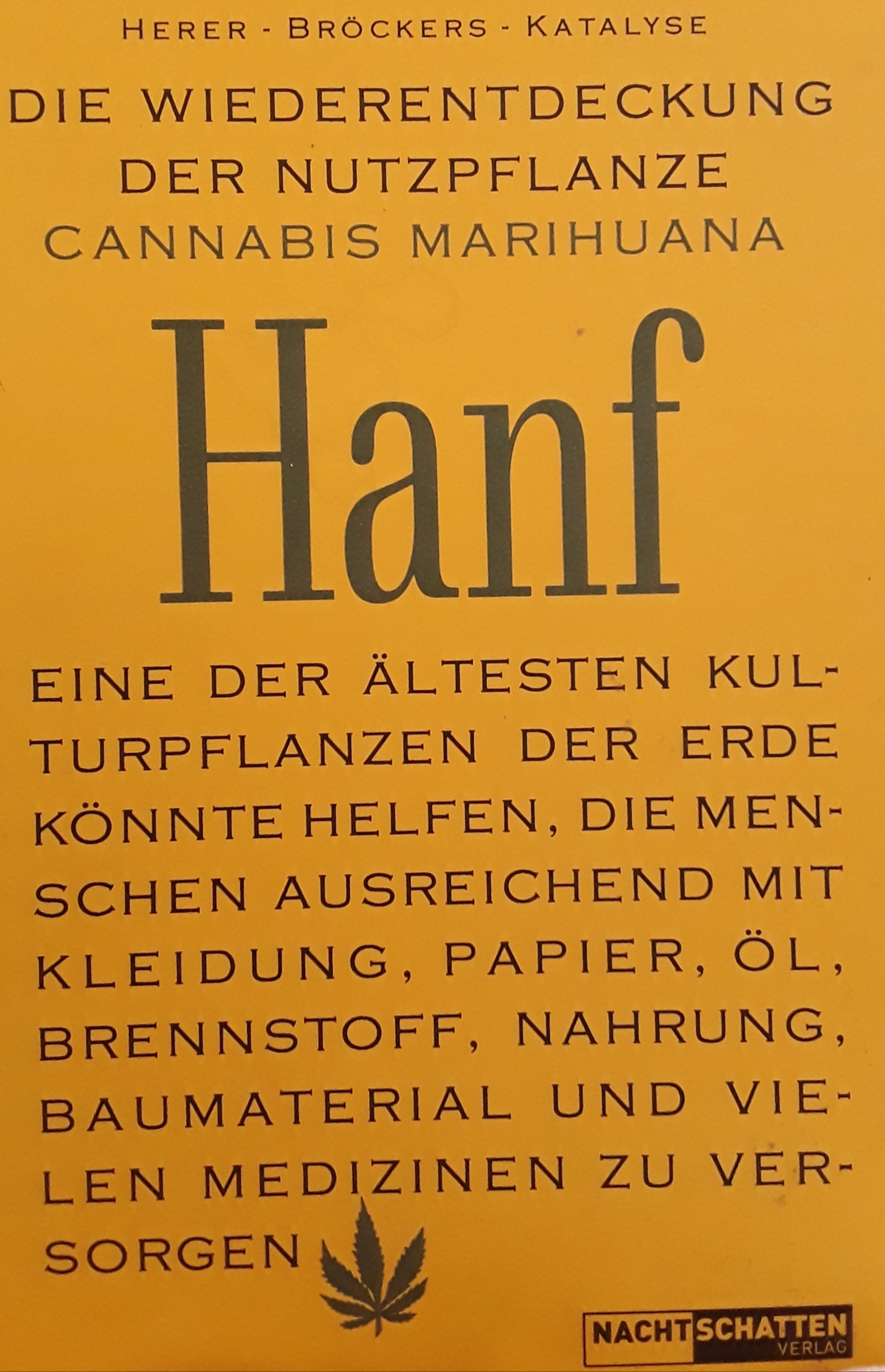
Deutscher Einband

Die Wiederentdeckung der Nutzpflanze Hanf (engl. The Emperor Wears No Clothes) ist ein Buch des US-amerikanischen Autors Jack Herer.
Im Jahr 1973 begann Herer auf Rat seines Freundes Ed Adair mit der Zusammenstellung kurzer Informationen über Cannabis und seine zahlreichen Anwendungsmöglichkeiten. Zwölf Jahre später, 1985, wurden diese Aufstellung als The Emperor Wears No Clothes herausgegeben. Das Buch erscheint mittlerweile in der elften Auflage und wird oft bei Legalisierungsbemühungen von Cannabis zu Rate gezogen. Das Buch wird von H.E.M.P. (USA), Hanf Haus (Deutschland), Sensi Seeds/Hash Marijuana Museum (Niederlande) und The Texas Hemp Campaign (USA) unterstützt. Herer bietet 100.000 US-Dollar demjenigen, der seine Forderungen widerlegen kann. Das Zitat auf der Umschlagseite lautet:

„Wenn sowohl alle fossilen Brennstoffe und deren Abkömmlinge, als auch Bäume für Papier und Verarbeitung verbotene Stoffe werden, im Sinne die Erde zu schützen, den Treibhauseffekt zu reduzieren und die Entwaldung zu stoppen; dann gibt es letztendlich nur eine bekannte jährliche Erneuerungsresource in der Natur, die imstande ist den Großteil der bedürftigen Mengen an Papier und Textilien bereitzustellen. Begegne allen Beförderungen und Transporten der Welt, industriellen und heimischen Energiebedarf, während zur gleichen Zeit die Umweltverschmutzung sinkt, die Erde wiederaufgebaut wird und die Atmosphäre bereinigt wird, alles zur selben Zeit...und dieses Material ist – wie die ganze Zeit schon – Cannabishanf...Marihuana!“

Der Originaltitel des Buchs bezieht sich auf Hans Christian Andersens Märchen Des Kaisers neue Kleider. Der Autor benutzt diese Geschichte als eine Allegorie zur Kriminalisierung von Cannabis.

## Ausgaben
- Jack Herer: Die Wiederentdeckung der Nutzpflanze Hanf (org. The Emperor Wears No Clothes) (Hrsg. von Mathias Bröckers), Zweitausendeins, Frankfurt am Main, 1993, ISBN 3-86150-026-4.
- Jack Herer, Mathias Bröckers: Die Wiederentdeckung der Nutzpflanze Hanf. 1. Auflage. Nachtschatten, 2008, ISBN 3-03788-181-X (dt. Übersetzung)
- Jack Herer: The Emperor Wears No Clothes. Ah Ha Publishing Company, 2007, ISBN 0-9524560-0-1 (Original)